# Joe Evans
Pour les articles homonymes, voir Evans.
Joe Evans, né le 2 décembre 1996 à Shrewsbury en Angleterre, est un coureur cycliste britannique.

## Palmarès sur route
- 2014
  - Isle of Man Junior Tour :
    - Classement général
    - 1re étape
- 2018
  - Classement général du Tour d'Ulster

## Palmarès sur piste

### Championnats d'Europe
- Anadia 2014
  -  Médaillé d'argent de la poursuite par équipes juniors
  -  Médaillé de bronze de l'américaine juniors